# Стебник (ландшафтний заказник)
Сте́бник — ландшафтний заказник загальнодержавного значення в Україні. Розташований у Вижницькому районі Чернівецької області, на південний захід від смт Берегомет. 
Площа 1656 га. Створений 1983 року на території Берегометського лісництва. 
Охороняються характерні для Покутсько-Буковинських Карпат ландшафти, а також рідкісні та зникаючі види флори і фауни. Рослинний покрив представлений ялиново-буково-ялицевими лісами з багатим трав'яним покривом. Тут зростає кілька рідкісних видів, занесеної до Червоної книги України: крокус Гейфеля, лілія лісова, любка дволиста, баранець звичайний тощо. 
Тваринний світ характерний для Карпат: олень європейський, сарна європейська, свиня дика, куниця лісова, саламандра; є багато птахів. З рідкісних видів трапляються: кіт лісовий і тритон карпатський, занесені до Червоної книги України. 
Урочище і заказник «Стебник» входить до складу Вижницького державного спеціалізованого лісогосподарського підприємства АПК і належить до природного національного парку «Вижницький».